# 동삼동
동삼동(東三洞)은 대한민국 부산광역시 영도구의 법정동이다. 행정동 동삼동1~3동으로 나뉜다.

## 개요
면적은 7.96km2로, 영도구에서 가장 큰 면적을 가지고 있다. 인구는 약 5만 3천명 정도 된다. 태종대를 포함하고 있는 부산 영도구의 남동쪽 지역이다. 
북쪽으로 청학동과 영선동을, 남쪽으로 남해와 동해를 접하고 있다.
지명의 유래는 영도구의 동쪽에 있다고 하여 동삼동이라고 칭했다. 
동삼1동은 중리, 동삼2동은 하리, 동삼3동이 상리로 나뉜다.

## 특징
시내와 가장 가깝게 인접한 남항동을 제외하면 영도구에서 가장 번화한 곳이며, 특히 동삼1동(중리)에는 대규모 주거단지가 들어서 있다. 
부산국제크루즈터미널이 동삼동에 위치하고 있다. 
영도구의 교육 중심지이며, 영도구에 있는 2개 대학인 고신대학교와 한국해양대학교가 모두 동삼동에 있다.

## 역사
- 1903년: 사중면(沙中面) 상구룡동(上驅龍洞)·하구룡동(下驅龍洞)
- 1931년: 동삼정(東三町)
- 1947년: 동삼동(東三洞)

## 관광지
영도 최대의 관광지이자 유원지인 태종대가 동삼2동(하리)에 있으며, 해양과 관련된 역사·고고·인류·민속·예술·과학·기술·산업의 유산을 수습·관리·보존·조사·연구·교육·전시를 함으로써 해양문화, 예술, 과학, 기술, 산업의 발전에 기여하기 위해 세워진 국립해양박물관이 동삼1동에 있다.
동삼동패총전시관과 패총도 한국해양대 입구에 위치한다.

## 교통

### 시내버스
- 남부여객자동차
- 신한여객자동차

### 해운
- 부산국제크루즈터미널

## 교육환경

### 대학교
- 한국해양대학교
- 고신대학교

### 고등학교
- 부산체육고등학교
- 부산남고등학교
- 광명고등학교
- 영도여자고등학교
- 부산해사고등학교

### 중학교
- 동삼중학교
- 영도중학교
- 태종대중학교
- 해동중학교

### 초등학교
- 동삼초등학교
- 봉삼초등학교
- 절영초등학교
- 태종대초등학교
- 상리초등학교
- 중리초등학교
- 절영초등학교

## 주거

### 아파트
- (주)일동 영도 일동미라주 브라이튼 (동삼동) : 2014년 12월 입주.

## 인구
| 연도   | 총인구   |  | 비고                                |
| ------ | -------- |  | ----------------------------------- |
| 1966년 | 8,045명  |  | 동삼동                              |
| 1970년 | 11,979명 |  | 동삼동                              |
| 1975년 | 20,378명 |  | 동삼동                              |
| 1980년 | 26,914명 |  | 동삼동                              |
| 1985년 | 31,595명 |  | 동삼동                              |
| 1990년 | 41,029명 |  | 동삼1동(31,789명), 동삼2동(9,240명) |
| 1995년 | 70,240명 |  | [ 1 ]                               |
| 2000년 | 66,738명 |  | [ 2 ]                               |
| 2005년 | 60,424명 |  | [ 3 ]                               |
| 2010년 | 53,237명 |  | [ 4 ]                               |
| 2015년 | 48,437명 |  | [ 5 ]                               |
| 2020년 | 43,891명 |  | [ 6 ]                               |

1. ↑  동삼1동(40,375명), 동삼2동(8,317명), 동삼3동(21,548명)
2. ↑  동삼1동(40,456명), 동삼2동 (7,666명), 동삼3동(18,616명)
3. ↑  동삼1동(37,440명), 동삼2동 (6,889명), 동삼3동(16,095명)
4. ↑  동삼1동(34,507명), 동삼2동(4,556명),동삼3동(14,174명)
5. ↑  동삼1동(31,626명), 동삼2동(3,955명), 동삼3동(12,856명)
6. ↑  동삼1동(29,492명), 동삼2동(3,600명), 동삼3동(10,799명)